# Cabo Menor
Cabo Menor es un saliente de tierra hacia el mar Cantábrico situado en el municipio de Santander (Cantabria, España). Forma parte del sistema de cabos que delimitan la bahía santanderina, junto a su vecino Cabo Mayor, con el que comparte una destacada función paisajística, ecológica y geológica. El promontorio está integrado en el Geoparque de la Costa Quebrada, reconocido por su singular valor geológico, natural y didáctico.
Su posición elevada y estratégica sobre el Cantábrico lo convirtió, desde principios del siglo XVIII, en un enclave de importancia militar para la defensa de la costa y el acceso a la bahía de Santander, conservándose en el lugar restos de una antigua batería costera y de una desaparecida Casa de Carabineros. 
Actualmente, el extremo norte de Cabo Menor ofrece un mirador desde el que se pueden disfrutar de impresionantes vistas del mar Cantábrico y del propio Cabo Mayor. En la barandilla de este área, muchas parejas han colocado candados como símbolo de amor duradero. Hacia el sur, el cabo permite contemplar las playas de El Sardinero y la Península de La Magdalena, convirtiéndose en uno de los puntos más apreciados del litoral santanderino tanto por residentes como por visitantes. El entorno colinda directamente con el Campo Municipal de Golf Mataleñas y el parque de Mataleñas. Debajo de él, se encuentran las playas de Mataleñas y de Los Molinucos.

## Historia
El saliente destaca por su rasa mareal y históricamente ha sido un punto largamente habitado, habiéndose encontrado restos líticos en el área de hace 4 000 años. La altitud del cabo también sirvió como punto defensivo de la ciudad y la bahía. Sobre él se construyeron unas baterías en el siglo XVIII, de las que quedan los restos.

### Baterías de Cabo Menor
La importancia militar de Cabo Menor se remonta a los inicios del siglo XVIII, en el contexto de la guerra de sucesión española. En 1702, el corregidor Andrés de Mieses impulsó la creación de una línea defensiva de trincheras y estacas a lo largo del Sardinero, dentro de la cual se incluía la batería de San Matías, también conocida como de Cabo Menor. Estas primeras defensas eran estructuras temporales, construidas con tierra y fajinas, reforzadas con estacas.
Durante el siglo XVIII y buena parte del XIX, la batería fue objeto de numerosos planes de mejora y reconstrucción, muchos de los cuales nunca llegaron a ejecutarse debido a limitaciones presupuestarias y cambios en la planificación defensiva. Uno de los proyectos más destacados fue el del ingeniero en jefe Isidro Próspero de Verboom, quien en 1726 diseñó una batería de gran escala, con planta en herradura, cerrada por la retaguardia y dotada de doce cañoneras.
La batería fue mejorada en varias ocasiones a raíz de la Guerra de la Oreja de Jenkins (1739) y las posteriores tensiones con Gran Bretaña y la Francia revolucionaria. Aunque la guerra contra la potencia británica iniciada en 1779 no motivó grandes obras en Cabo Menor, sí se reforzaron otras baterías con nuevos cañones de hierro. En 1793, varios informes volvieron a destacar la importancia estratégica del cabo, recomendando la reparación del parapeto y la construcción de un tinglado y almacenes para municiones y pertrechos. Ya en 1819, durante el reinado de Fernando VII, los planos elaborados por el ingeniero José Parreño y Pastor reflejan una batería plenamente operativa, con edificios para la guarnición, almacenes y un sistema defensivo actualizado.
La última gran intervención tuvo lugar en 1834, en el marco de la primera guerra carlista. En ese momento se construyó un tambor de mampostería con aspilleras en el extremo sureste, se abrieron nuevas ventanas y se reforzó el sistema de defensa terrestre. A pesar de propuestas posteriores —como la presentada en 1904, que contemplaba la instalación de artillería moderna—, no se ejecutaron nuevas reformas, y la batería fue progresivamente abandonada.

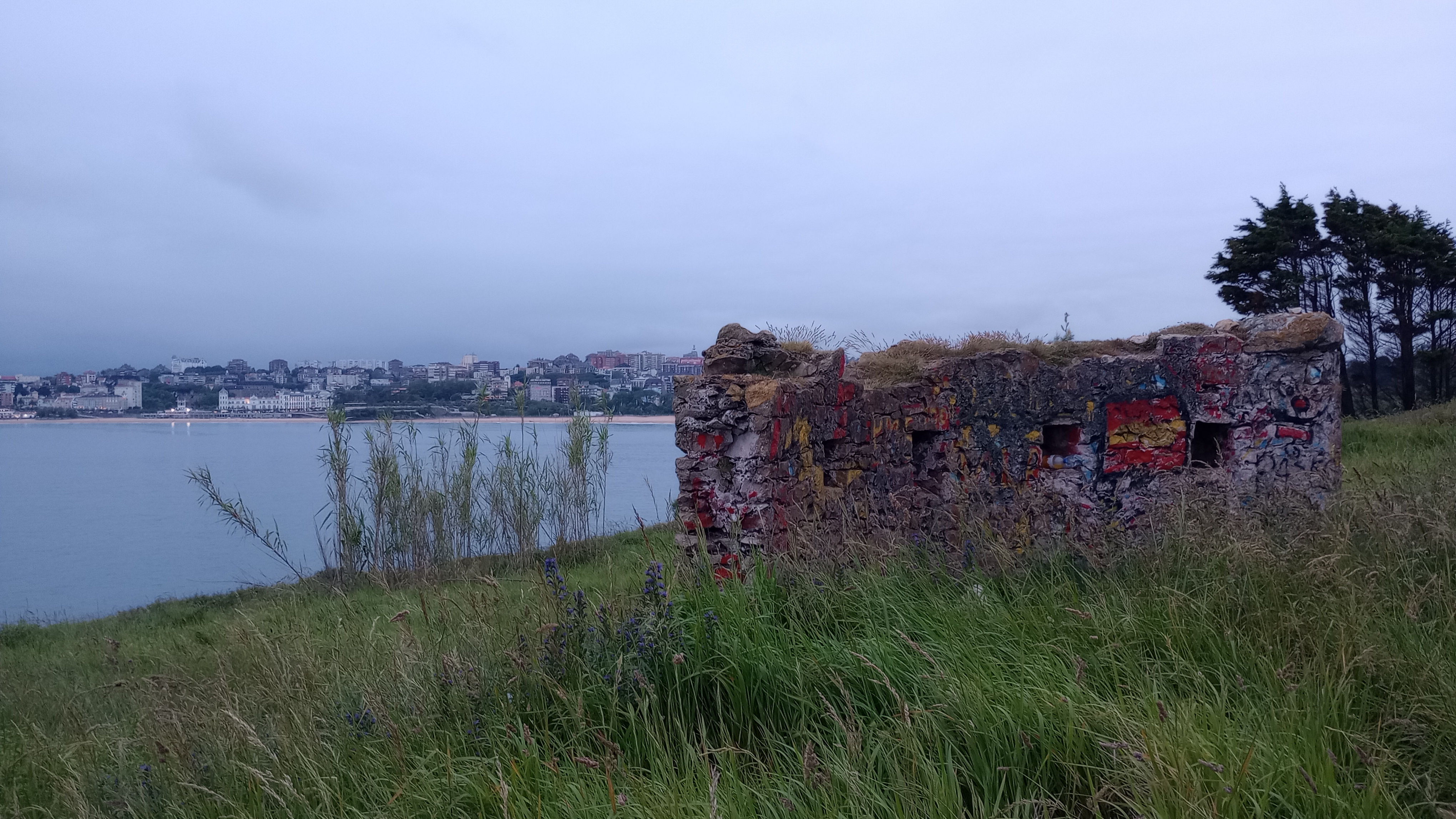
Restos de la Fortificación de Cabo Menor.

La batería de Cabo Menor seguía el modelo típico de fortificación costera del siglo XVIII: una estructura cerrada, de reducidas dimensiones, con un frente terrestre preparado para resistir ataques por tierra y una batería a barbeta orientada al mar. En su interior se disponían las dependencias mínimas necesarias para su funcionamiento. Su configuración se mantuvo prácticamente sin cambios durante todo el tiempo que estuvo activa. En 1726 ya contaba con seis cañoneras de campaña y un cubierto para proteger las piezas; hacia 1740 se añadió una batería más baja en el flanco sur con cinco cañoneras adicionales sobre plataformas de madera. En la década de 1760 se levantó otro pequeño emplazamiento en la misma zona, esta vez construido en mampostería. No se realizaron más modificaciones relevantes hasta la Guerra de la Independencia, cuando se amplió el edificio hacia el sur. Durante el Trienio Liberal se construyó una plataforma aún más al sur (seguida posteriormente por otra entre Cabo Menor y Cabo Mayor), y la última intervención importante se efectuó al inicio de la primera guerra carlista, con la edificación del tambor aspillerado en el extremo sureste, diseñado para repeler posibles desembarcos en la ensenada del Sardinero mediante fuego de fusilería.
De todas las baterías costeras con que contó Santander en los siglos XVIII y XIX hoy apenas se conservan la de Sandoval, construida en 1898 en la península de La Magdalena, y esta de san Matías o de Cabo Menor que fue construida a comienzos del siglo XVIII y modificada por última vez durante la I Guerra Carlista.

### Casa-cuartel de carabineros
En el punto más alto del promontorio de Cabo Menor apenas se conservan los restos de una antigua Casa de Carabineros, posiblemente construida entre finales del siglo XIX o comienzos del siglo XX. Esta edificación formaba parte de la red de vigilancia costera del Cuerpo de Carabineros, una institución armada fundada en 1829 bajo el nombre de Real Cuerpo de Carabineros de Costas y Fronteras, cuya misión principal era la vigilancia de las costas y fronteras del país, así como la prevención del contrabando y el fraude fiscal. Durante la guerra civil española, se mantuvo fiel a la República, integrándose como unidad de élite dentro del Ejército Popular. Esta circunstancia motivó que, tras el conflicto, el cuerpo fuese disuelto por la dictadura franquista mediante la Ley de 15 de marzo de 1940, siendo absorbido por la Guardia Civil.
Aunque se conservan pocos registros históricos sobre la actividad concreta del destacamento de Cabo Menor, es probable que su función estuviera relacionada con el control de la entrada a la bahía de Santander y la vigilancia del tráfico marítimo en la zona. 
La existencia de la Casa de Carabineros supuso un reto a los arquitectos de la contigua Finca de Valdenoja (actual parque de Mataleñas), debido a la interrupción visual que la propiedad estatal generaba en el paisaje costero. Un informe técnico de la época señalaba que la presencia del muro perimetral, especialmente en su ángulo sudeste, desentonaba con el entorno natural, afectando la vista. Se proponía entonces camuflar la edificación mediante una pantalla vegetal de arbustos y árboles, de forma que la Casa de Carabineros quedara integrada en el entorno, con apariencia de dependencia menor del parque, y sin romper la continuidad visual del paisaje hasta los acantilados. Esta estrategia paisajística tenía como objetivo preservar la armonía visual del litoral desde tierra y mar, disimulando la presencia del recinto estatal.

### Estado actual
Pese a su relevancia histórica y su valor como ejemplo de arquitectura militar costera del siglo XVIII, la zona de Cabo Menor se encuentra actualmente en un estado de abandono significativo. No existe señalización ni cartelería que informe a los visitantes sobre la historia de la batería o de la Casa de Carabineros, y el lugar permanece cubierto por abundante maleza, lo que dificulta enormemente la localización y comprensión de sus elementos patrimoniales.
De la antigua batería apenas se conserva visible un muro correspondiente al tambor aspillerado construido en 1834, aunque se encuentra muy deteriorado, cubierto de vegetación y completamente grafiteado. También son perceptibles, aunque de forma parcial y en avanzado estado de ruina, los cimientos de la fortificación original. En cuanto a la Casa Cuartel de los Carabineros, apenas quedan restos identificables, ya que sus cimientos han quedado prácticamente ocultos bajo la vegetación.